# Белый театр (Санкт-Петербург)
Белый театр (Санкт-Петербург)

## История театра
Белый театр был создан в 1995 году в Санкт-Петербурге режиссёром Михаилом Михайловичем Чавчавадзе и театральным художником Эмилем Капелюшем. Художественным руководителем стал Михаил Михайлович Чавчавадзе. Название театра многозначно: белый цвет напоминает и об эмигрантском прошлом Чавчавадзе (его родители эмигрировали после Октябрьской революции, но в 1947 году семья вернулась в СССР), и о белых ночах — одном из символов Петербурга, и о белом листе бумаги, «на котором каждый режиссёр и каждый актёр может написать нечто своё».
Спектакли и актёры Белого театра имеют награды престижных фестивалей, были номинированы на всероссийскую премию «Золотая маска». В театре работали известные режиссёры и актёры Петербурга: Георгий Васильев, Григорий Дитятковский, Сергей Бызгу, Валерий Кухарешин.
Первые спектакли театра — «На кабельных работах осенью 69 года» (1995), по поэме «Москва-Петушки» В. Ерофеева (режиссёр Георгий Васильев, пьеса А. Образцова) и «Мрамор» (1996), по пьесе И. Бродского (режиссёр Григорий Дитятковский) — стали событиями, о которых заговорил весь город. Первые два года театр своей площадки не имел, а с 1997 года обрёл постоянную сцену в Музее Достоевского.
К 300-летию Петербурга содружество Музея Достоевского и «Белого театра» поддержали норвежские друзья музея, при непосредственном участии которых Правительство Королевства Норвегия помогло реконструировать кинозал музея и приобрести современное театральное оборудование. Новый камерный зал, удивительный по атмосфере и энергетике, органично вписался в пространство дома Достоевского. Театр в Музее Достоевского открылся премьерой спектакля «Нора» по пьесе Генрика Ибсена «Кукольный дом».
В 2007 году на основе синтетических проектов Музея Достоевского и «Белого театра» возник «ФМД-Театр» — Театр Музея Достоевского. Его художественным руководителем стала Вера Бирон — заместитель директора музея. Сама В.Бирон прокомментировала создание «ФМД-Театра» так: «Какое-то время мы с „Белым театром“ создавали совместные проекты, но, поскольку многие из них рождались в музее, финансирование получал музей, стало очевидным, что организационно удобнее выделиться в самостоятельный организм. По сути — это другое название, но почти с прежним составом». «ФМД-Театр» продолжает ставить спектакли, а с 2010 года принимает участие в городском празднике «День Достоевского».

## Репертуар
- 1995 — «На кабельных работах осенью 69 года» (по поэме «Москва-Петушки» В. Ерофеева (режиссёр Георгий Васильев, пьеса А. Образцова)
- 1996 — «Мрамор» (по пьесе И. Бродского, режиссёр Григорий Дитятковский)
- 1998 — «Женитьбагоголя» (по пьесе Н.Гоголя «Женитьба», режиссёр Р.Смирнов)
- 2000 — «Обняться и заплакать» (пьеса А. Шульгиной по повести Ф. М. Достоевского «Вечный муж», режиссёр Георгий Васильев)
- 2003 — «Топор», моноспектакль по одноимённой пьесе Станислава Шуляка, режиссёр Георгий Васильев, исп. нар. арт. России Татьяна Малягина.
- 2003 — «У телефона», моноспектакль по одноимённой пьеса Станислава Шуляка, режиссёр Георгий Васильев, исп. засл. арт. России Евгений Баранов.
- 2003 — «Нора» (по пьесе Генрика Ибсена «Кукольный дом», режиссёр М.Бычков)
- 2004 — «18-й эпизод» (по мотивам романа Д. Джойса «Улисс», режиссёр Ю.Васильев)
- 2005 — «Табу, актёр!» (по монодраме Сергея Носова, режиссёр Г. Васильев, исп. нар. арт. России Валерий Кухарешин).
- 2006 — «Преступление» (инсценировка В. Бирон, по роману Ф. М. Достоевского «Преступление и наказание», режиссёр К. Райм)
- 2007 — «Ева внутри кошки» (пластический спектакль, по произведениям Г.Маркеса)